# ミシシッピ川の生活
『ミシシッピ川の生活』(Life on the Mississippi、1883年) は、マーク・トウェインによる回想録。南北戦争の前に、ミシシッピ川の蒸気船の蒸気船操縦士として働いていたころの話で、旅行記でもあり、南北戦争の数年の後、セントルイスからニューオーリンズまで、そしてニューオーリンズからセントポールまでミシシッピ川を旅したことを詳しく語っている。

## 内容
この本は、1542年のスペイン人探検家エルナンド・デ・ソトに始まる、ヨーロッパ人やアメリカ人によって報告されたこの川の簡単な歴史から始まる。
それに続くのは、トウェインが蒸気船操縦士として、経験豊富なパイロット、ホレス・E・ビクスビーの「カブ」（見習い）として訓練を受けたエピソードである。彼は、1876年に初めて出版された「ミシシッピ川の昔話」という題の本のある章で、絶えず変化するミシシッピ川を航行する科学について、深い愛情を込めて説明している。
トウェインは訓練を始めたとき実際には21歳であったが、自分をやや若く見せるために自分のことを「駆け出し」であり、川で一財産を求めて「家出した」「少年」であると都合よく設定し、人生経験の欠如と世間知らずを装っていた。
後半では、トウェインは何年も後のセントルイスからニューオーリンズまで蒸気船での旅を語り、すぐにニューオーリンズからセントポールまで蒸気船での旅を語っていたる。
（少年時代の故郷であるミズーリ州ハンニバルにも立ち寄っている）。
彼は鉄道や新しい大都市との競争について説明し、強欲、だまされやすさ、悲劇、粗末な建築についての観察を付け加える。彼はまた、おそらくほら話である可能性が高いいくつかの話をする。

## 出版
1883年に米国と英国で同時に出版されたこの本は、タイプライターで書かれた原稿として出版社に提出された。しかし、トウェイン自身はタイプライターを使用しなかった。彼の秘書、イザベル・V・ライアンが、トウェインの原稿をタイプした。

## ドラマ化
詳細は「ミシシッピ川の生活 (映画)」を参照
1980年、この本はアメリカの公共テレビ向けにテレビ映画化され、デヴィッド・ネルがサム・クレメンス（マーク・トウェインの本名）役、ロバート・ランシングが彼を指導した蒸気船パイロットのホレス・ビクスビー役で出演した。この映画では、この本に登場する大げさな物語が数多く使用され、架空の物語に織り込まれた。
2010 年に、ダグラス M・パーカーが脚本と歌詞を、デンバー・カサドが音楽を担当して、 『ライフ オン ザ ミシシッピ』がミュージカル舞台化された。同年、ミズーリ州カンザスシティとウィスコンシン州ドア郡で上演された。
2013 年、フィリップ・ホールによる音楽劇『ライフ・オン・ザ・ミシシッピ』がニューヨークのワークショップ・シアター・カンパニーで上演された。監督はスザンナ・フレイザーである。

## 日本語訳
- マーク・トウェイン『ミシシッピの生活（上）』吉田映子訳、彩流社〈マーク・トウェイン コレクション②－Ａ〉、1994年12月25日。ISBN 4882023261。
- マーク・トウェイン『ミシシッピの生活（下）』吉田映子訳、彩流社〈マーク・トウェイン コレクション②－Ｂ〉、1995年1月25日。ISBN 488202327X。